# Teatre Circ Barcelonès
El Teatre Circ Barcelonès estava situat als carrers del Migdia, 21 i Montserrat, 18 del barri del Raval de Barcelona. Va funcionar entre 1853 i 1944, i des de la seva reobertura el 1868, va esdevenir el tercer teatre en importància de la ciutat, després del Principal i el Liceu, per les dimensions i la qualitat dels espectacles. Començà com a local per a espectacles de circ i eqüestres, però aviat va centrar-se en el teatre i obres musicals; amb el temps, però, va decaure i durant el segle xx va esdevenir una sala de varietats, coneguda com el coliseo de las variedades. Els anys 1920 hi van destacar els espectacles de flamenc.

## Història i descripció

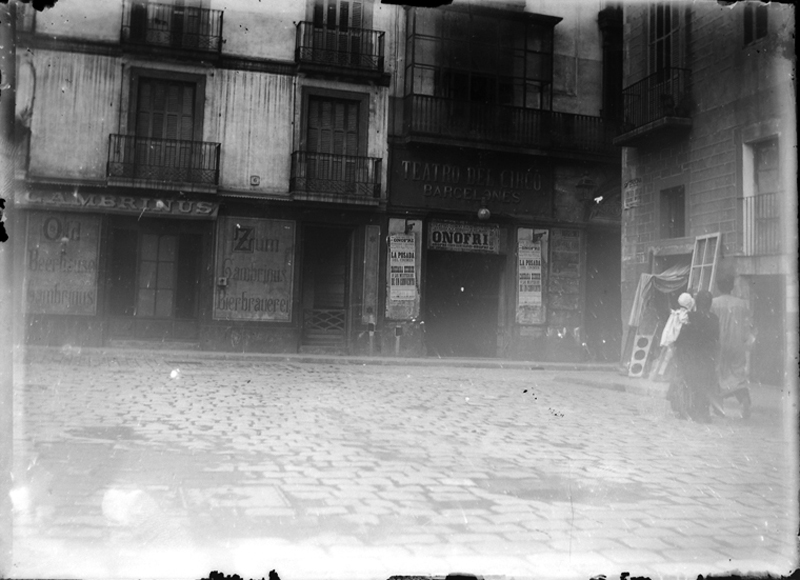
Façana posterior del Teatre Circ Barcelonès

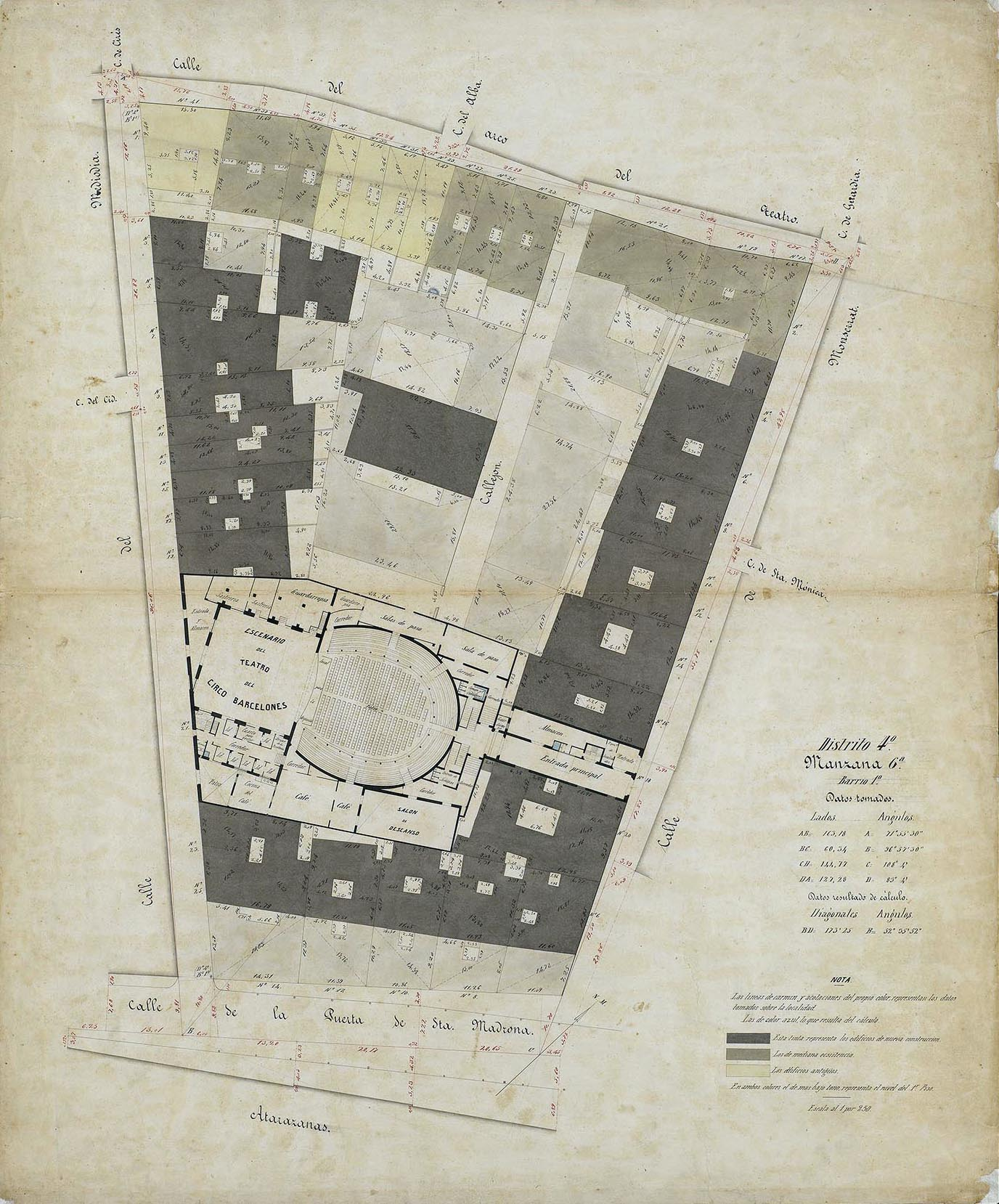
Quarteró núm. 82 de Garriga i Roca (c. 1860)

El teatre es va originar en el Salón Artístico, sala de ball que s'havia instal·lat el 1852 als jardins de la casa d'un ciutadà britànic anomenat Kennet. Per tal de donar cabuda a altres activitats escèniques i gimnàstiques, va començar una ampliació, amb projecte d'Antoni Rovira i Trias. El nou teatre va ser inaugurat el 12 de gener del 1853 com a Teatro Circo Barcelonés. La platea es podia transformar fàcilment en una pista de circ, de terra premsada, i d'aquí la denominació de teatre-circ, ja que s'havia pensat per a oferir espectacles de circ i eqüestres. A més de la platea, amb quatre ordres de graderies al voltant, hi havia un únic pis amb llotges, en forma de ferradura i amb columnes de ferro colat, com la resta de l'estructura. El sostre tenia claraboies que deixaven passar la claror.
El 1854 s'hi va donar la primera representació teatral, la sarsuela Galanteos de Venecia—amb text d'Olona i música de Francisco Asenjo Barbieri. El mateix any s'hi donà la primera obra de teatre de vers, El zapatero y el rey de José Zorrilla.
El 1857 hi actuà la prestigiosa actriu italiana Adelaida Ristori, amb gran èxit, la qual cosa va fer que l'empresa canviés el nom del teatre pel de Teatre Ristori. El nom no quallà en el públic, tot i que es va mantenir fins a l'incendi de 1863, per passar novament al d'el Circo, que era com li deia tothom.
A poc a poc s'anaren fent reformes per a millorar les condicions del local per a fer-hi teatre: canvi de la coberta, ampliació de l'escenari, etc. El 1861 s'hi afegiren un segon pis i llotges a la platea, una caixa acústica a l'escenari, a més d'una nova decoració i una rehabilitació completa de l'estructura. Se n'encarregà del projecte el mateix Rovira i Trias, amb decoració de Josep Planella.
Es va incendiar el 29 d'abril de 1863; per problemes amb l'assegurança, les obres de reconstrucció no van començar fins al 1865. El 1866 va canviar de mans i passà a ser propietat d'una companyia asseguradora, que acabà les obres el 1869, amb un projecte de Josep Fontserè i Mestre. Inaugurat el 25 de novembre de 1869, tenia capacitat per a 2.300 espectadors, amb 700 butaques a la platea i dos pisos de ferradura. La decoració va ser lloada. Tenia façana al carrer del Migdia.
El 1888 va canviar el seu nom durant un breu període, anomenant-se Teatre de l'Òpera i el 1901 va començar a funcionar com a cafè-teatre i music-hall amb el nom de Casino de París, també durant un període breu.
Expropiat per a l'obertura de l'avinguda García Morato (actualment Drassanes), va tancar les portes el 2 de juny del 1944.

## Història artística
Pensat en un inici com a local estable d'espectacles circencs, gimnàstics i eqüestres (per exemple, encara el 1857, s'hi instal·là la companyia de circ de Price), de seguida va començar a oferir-ne espectacles teatrals, que van acabar essent-ne els predominants. En un primer moment, la programació combinava el teatre de text, amb drames romàntics i comèdies, i el musical, com sarsueles i òperes (així, el 1861 s'hi representaren el segon i tercer actes de Maria di Rohan de Donizetti).
Entre les estrenes teatrals que s'hi van donar, es poden esmentar: el drama La Verge de les Mercès de Manuel Angelon (1856), Els bandolers catalans, o, El ball d'en Serrallonga, primer text teatral en català de Víctor Balaguer (1858) i, poc després (el mateix any), una versió castellana sobre el mateix assumpte: Don Juan de Serrallonga, o, Los bandoleros de las Guillerías, del mateix Balaguer. El 1861 s'hi estrenà Don Jaime el Conquistador d'Altadill.
Els anys setanta, van destacar les estrenes de sarsuela, amb obres d'Eduard Vidal i de Valenciano musicades per autors com Nicolau Manent (El somni daurat, 1874; El convidado de piedra, llibret de Rafael Castillo, 1875; El pozo de la verdad, 1875) o Frederic Serra (La masovera, 1871). El 1881 s'hi estrenà l'òpera de Francesc Sánchez Gavagnach La cova dels orbs i el 1892 s'hi estrena una altra òpera, Cristóbal Colón de Francesc Vidal i Careta. El 16 de novembre de 1883 va veure l'estrena estatal de La Fille du tambour-major, opereta de Jacques Offenbach estrenada el 1879 a París.
Hi actuaren figures com Matilde Díez, Antonio Vico, Manuel Catalina i José Valero, els actors de més anomenada de l'escena espanyola del moment.
El 1896, la dirigent anarquista Teresa Claramunt hi va estrenar el seu drama polític El mundo que muere y el mundo que nace.
El 1906 Eduardo Fuentes i Pablo Luna hi estrenen la sarsuela La corte de Júpiter, i Manuel Penella i Esteban Burés Las niñas alegres.
En feu decorats Josep Ainaud i Sánchez, sobretot per a melodrames.
Durant els anys vint, va ser un dels principals centres del flamenc a Barcelona, sobretot sota la direcció de Juanito El Dorado, ell mateix guitarrista. Hi van actuar: en 1925, José Cerero, Manuel Vallejo, Angelillo, Caracol, Juanito Varea, Niño de Marchena, Niño de Linares, Fanegas, Niño de las Moras; en 1926, Antonio Chacón, Manuel Vallejo, Guerrita, Niño de Almadén, Angelillo, Varea, Chato de Valencia; en 1927, Marchena Angelillo, Niño de las Marianas, Palanca, Ciega de Jerez. Els anys següents, hi actuaren noms com Marchena, Caracol, Bernardo el de los Lobitos, El Sevillano i, ja als anys trenta, Niña de los Peines, Cojo de Málaga, Manuel Torre, Pepe Pinto, Carbonerillo, etc.
El 1937, s'hi instal·là, promogut per la CNT, el Teatre del Poble, dirigit per l'anarquista argentí Rodolfo Sánchez Pacheco, que va representar ¡Venciste, Monakotf!, d'Isaac Steimberg, en versió de Cristóbal de Castro.

## Altres activitats
Del 16 al 26 de juny de 1870 se celebrà al Teatre Circ Barcelonès el Congrés Obrer de 1870, primer congrés de la Federació Regional Espanyola de l'AIT, amb delegats arribats d'arreu i presidits per Rafael Farga i Pellicer.
Al Teatre Circ tenia el seu taller l'escenògraf Salvador Alarma. Per ell van passar els seus deixebles, que entre 1870 i 1930, configuraren una etapa important de l'escenografia artística catalana.

## Programació
- 8 de maig del 1930. La Ciudad original d'Ángel Pestaña, per la companyia de Joaquim Gibert. Primer actor: Josep Claramunt.